# Albert Nightingale
Albert Nightingale (Rotherham, 10 novembre 1923 – 27 febbraio 2006) è stato un calciatore inglese, di ruolo attaccante.

## Carriera
Ha giocato nella prima divisione inglese con Sheffield Utd, Huddersfield Town e Leeds Utd e nella seconda divisione inglese con Blackburn e Leeds United (con cui ha conquistato una promozione in prima divisione).
In carriera ha totalizzato complessivamente 346 presenze e 87 reti nei campionati della Football League.